# Депортація населення України до нацистської Німеччини
Депортація населення України до нацистської Німеччини 1943–1944 – масові насильницькі заходи гітлерівських окупантів у роки Німецько-радянської війни 1941–1945, вживані до українського населення під час відходу вермахту з території УРСР. У відповідній директиві А.Гітлера наголошувалося, що війська, відступаючи, повинні забирати з собою місцеве населення для використання його німецькою армією як робочої сили. Примусова "евакуація" супроводжувалася нечуваними звірствами з боку гітлерівців. Людей збирали в колони приблизно по 1000 осіб і пішки тижнями під охороною гнали сотні кілометрів у т. зв. приймальні табори, де вони жили просто неба, навіть взимку, майже не отримуючи харчування. Про розмах депортації свідчать, зокрема, такі дані – з районів групи армій «Південь» і групи армій «A», що діяли на території України, тільки за січень– лютий 1944 виведено 284 тис. осіб.